# Bangladeschische Cricket-Nationalmannschaft in Sri Lanka in der Saison 2007
Die Tour der bangladeschischen Cricket-Nationalmannschaft nach Sri Lanka in der Saison 2007 fand vom 25. Juni bis zum 24. Juli 2007 statt. Die internationale Cricket-Tour war Bestandteil der Internationalen Cricket-Saison 2007 und umfasste drei Tests und drei ODIs. Sri Lanka gewann beide Serie jeweils mit 3–0.

## Vorgeschichte
Sri Lanka spielte zuletzt eine Tour gegen Pakistan, Bangladesch gegen Indien.
Das letzte Aufeinandertreffen der beiden Mannschaften bei einer Tour fand in der Saison 2005/06 in Bangladesch statt.

## Stadien
Die folgenden Stadien wurden für die Tour als Austragungsort vorgesehen und am 13. Mai bekanntgegeben.
| Stadion                                            | Stadt   | Kapazität | Spiele               |
| -------------------------------------------------- | ------- | --------- | -------------------- |
| Paikiasothy Saravanamuttu Stadium (PSS)            | Colombo | 15.000    | 2. Test; 1. ODI      |
| R. Premadasa Stadium (RPS)                         | Colombo | 35.000    | 1. Test; 2. & 3. ODI |
| Muttiah Muralitharan International Cricket Stadium | Kandy   | 35.000    | 3. Test              |

## Kaderlisten
Bangladesch benannte seinen Test-Kader am 4. Juni 2007. 
Sri lanka benannte seine Kader am 13. Juni 2007.
| Test | Test | ODI | ODI |
| Sri Lanka | Bangladesch | Sri Lanka | Bangladesch |
| --- | --- | --- | --- |
| - Mahela Jayawardene (K) - Marvan Atapattu - Malinga Bandara - Sujeewa de Silva - Dilhara Fernando - Sanath Jayasuriya - Prasanna Jayawardene (wk) - Farveez Maharoof - Lasith Malinga - Mutthiah Muralitharan - Kumar Sangakkara - Chamara Silva - Upul Tharanga - Chaminda Vaas - Michael Vandort - Malinda Warnapura | - Mohammad Ashraful (K) - Mashrafe Mortaza (VK) - Abdur Razzak - Hibibul Bashar - Javed Omar - Khaled Mashud (wk) - Mehrab Hossain - Mohammad Rafique - Mohammad Sharif - Mushfiqur Rahim - Rajin Saleh - Shahadat Hossain - Shahriar Nafees - Shakib Al Hasan - Syed Rasel - Tushar Imran | - Mahela Jayawardene (K) - Malinga Bandara - Upul Chandana - Tillakaratne Dilshan - Dilhara Fernando - Sanath Jayasuriya - Chamara Kapugedera - Nuwan Kulasekara - Farveez Maharoof - Lasith Malinga - Jehan Mubarak - Kumar Sangakkara (wk) - Chamara Silva - Upul Tharanga - Chaminda Vaas | - Mohammad Ashraful (K) - Mashrafe Mortaza (VK) - Abdur Razzak - Aftab Ahmed - Farhad Reza - Javed Omar - Mahmudullah - Mehrab Hossain - Mushfiqur Rahim (wk) - Shahadat Hossain - Shahriar Nafees - Shakib Al Hasan - Syed Rasel - Tamim Iqbal - Tushar Imran |

## Tour Match
| 20. – 22. Juni Scorecard | Colombo (CCC) | Bangladeshis 245-8d (104) | – | Sri lanka A 170-4 (36.3) |
|                          |               | Remis                     |   |                          |

| 18. Juli Scorecard | Colombo (PPG) | Sri lanka A 241-5 (50)             | – | Bangladeshis 242-7 (49.2) |
|                    |               | Bangladeshis gewinnt mit 3 Wickets |   |                           |

## Tests

### Erster Test in Colombo
| 25. – 28. Juni Scorecard | Colombo (RPS) | Bangladesch 89 (32.3) & 254 (87.1)               | – | Sri Lanka 577-6d (135.5) |
|                          |               | Sri Lanka gewinnt mit einem Innings und 234 Runs |   |                          |

### Zweiter Test in Colombo
| 3. – 5. Juli Scorecard | Colombo (PSS) | Bangladesch 62 (26) & 299 (86.2)                | – | Sri Lanka 451-6d (124.5) |
|                        |               | Sri Lanka gewinnt mit einem innings und 90 Runs |   |                          |

### Dritter Test in Kandy
| 11. – 14. Juli Scorecard | Kandy | Bangladesch 131 (48.5) & 176 (59)                | – | Sri Lanka 500-4d (107) |
|                          |       | Sri Lanka gewinnt mit einem Innings und 193 Runs |   |                        |

## One-Day Internationals

### Erstes ODI in Colombo
| 20. Juli Scorecard | Colombo (PSS) | Sri Lanka 234-6 (50)          | – | Bangladesch 164 (40.3) |
|                    |               | Sri Lanka gewinnt mit 70 Runs |   |                        |

### Zweites ODI in Colombo
| 22. Juli Scorecard | Colombo (RPS) | Bangladesch 137 (46.5)          | – | Sri Lanka 141-5 (31.1) |
|                    |               | Sri Lanka gewinnt mit 5 Wickets |   |                        |

### Drittes ODI in Colombo
| 24. Juli Scorecard | Colombo (RPS) | Sri Lanka 196 (39.5)          | – | Bangladesch 157 (37.1) |
|                    |               | Sri Lanka gewinnt mit 39 Runs |   |                        |

## Statistiken
Die folgenden Cricketstatistiken wurden bei dieser Tour erzielt.
| Tests                | Tests       | Tests   | Tests   | Tests   | Tests   | Tests   | Tests   | Tests   |
| Batting              | Batting     | Batting | Batting | Batting | Batting | Batting | Batting | Batting |
| Spieler              | Mannschaft  | Spiele  | Innings | Runs    | Average | HS      | 100s    | 50s     |
| -------------------- | ----------- | ------- | ------- | ------- | ------- | ------- | ------- | ------- |
| Kumar Sangakkara     | Sri Lanka   | 3       | 3       | 428     | 428,00  | 222*    | 2       | 0       |
| Mahela Jayawardene   | Sri Lanka   | 3       | 3       | 341     | 113,66  | 165     | 2       | 0       |
| Mohammad Ashraful    | Bangladesch | 3       | 6       | 218     | 43,60   | 129*    | 1       | 0       |
| Michael Vandort      | Sri Lanka   | 3       | 3       | 174     | 58,00   | 117     | 1       | 0       |
| Shahriar Nafees      | Bangladesch | 3       | 6       | 166     | 27,66   | 64      | 0       | 1       |
| Bowling              |             |         |         |         |         |         |         |         |
| Spieler              | Mannschaft  | Spiele  | Overs   | Wickets | Average | BBI     | 5W      | 10W     |
| Muttiah Muralitharan | Sri Lanka   | 3       | 112.5   | 26      | 10,84   | 6/28    | 3       | 1       |
| Lasith Malinga       | Sri Lanka   | 3       | 68      | 12      | 25,75   | 4/25    | 0       | 0       |
| Dilhara Fernando     | Sri Lanka   | 2       | 49      | 8       | 17,12   | 3/33    | 0       | 0       |
| Chaminda Vaas        | Sri Lanka   | 2       | 44.2    | 6       | 17,50   | 4/55    | 0       | 0       |
| Sujeewa de Silva     | Sri Lanka   | 1       | 24      | 4       | 15,75   | 2/29    | 0       | 0       |
| Shahadat Hossain     | Bangladesch | 3       | 55      | 4       | 63,50   | 2/81    | 0       | 0       |

| ODIs                 | ODIs        | ODIs    | ODIs    | ODIs    | ODIs    | ODIs    | ODIs    | ODIs    |
| Batting              | Batting     | Batting | Batting | Batting | Batting | Batting | Batting | Batting |
| Spieler              | Mannschaft  | Spiele  | Innings | Runs    | Average | HS      | 100s    | 50s     |
| -------------------- | ----------- | ------- | ------- | ------- | ------- | ------- | ------- | ------- |
| Chamara Silva        | Sri Lanka   | 2       | 2       | 101     | 50,50   | 65      | 0       | 1       |
| Upul Tharanga        | Sri Lanka   | 3       | 3       | 99      | 33,00   | 57      | 0       | 1       |
| Jehan Mubarak        | Sri Lanka   | 3       | 3       | 94      | 94,00   | 72      | 0       | 1       |
| Tillakaratne Dilshan | Sri Lanka   | 3       | 3       | 83      | 41,50   | 39      | 0       | 0       |
| Tamim Iqbal          | Bangladesch | 3       | 3       | 68      | 22,66   | 54      | 0       | 1       |
| Bowling              |             |         |         |         |         |         |         |         |
| Spieler              | Mannschaft  | Spiele  | Overs   | Wickets | Average | BBI     | 5W      | 10W     |
| Sanath Jayasuriya    | Sri Lanka   | 3       | 17.5    | 9       | 7,55    | 4/14    | 0       | 0       |
| Dilhara Fernando     | Sri Lanka   | 3       | 24.1    | 6       | 13,33   | 4/24    | 0       | 0       |
| Syed Rasel           | Bangladesch | 3       | 28      | 5       | 20,00   | 2/39    | 0       | 0       |
| Abdur Razzak         | Bangladesch | 3       | 26      | 5       | 26,40   | 3/47    | 0       | 0       |
| Lasith Malinga       | Sri Lanka   | 2       | 16      | 4       | 9,75    | 3/22    | 0       | 0       |
| Farveez Maharoof     | Sri Lanka   | 3       | 26      | 4       | 20,75   | 2/40    | 0       | 0       |

## Player of the Series
Als Player of the Series wurden die folgenden Spieler ausgezeichnet.
| Serie | Player of the Series |
| ----- | -------------------- |
| Test  | Muttiah Muralitharan |
| ODI   | Sanath Jayasuriya    |

### Player of the Match
Als Player of the Match wurden die folgenden Spieler ausgezeichnet.
| Spiel   | Player of the Match  |
| ------- | -------------------- |
| 1. Test | Muttiah Muralitharan |
| 2. Test | Kumar Sangakkara     |
| 3. Test | Muttiah Muralitharan |
| 1. ODI  | Dilhara Fernando     |
| 2. ODI  | Sanath Jayasuriya    |
| 3. ODI  | Jehan Mubarak        |